# I Have a Dream
 For alternative betydninger, se I Have a Dream (flertydig). (Se også artikler, som begynder med I Have a Dream)
"I Have a dream" (direkte oversættelse: Jeg har en drøm) er den populære betegnelse for den tale, Martin Luther King holdt i 1963 i Washington D.C. i forbindelse med den store borgerrettighedsmarch "March on Washington for Jobs and Freedom." Talen, hvor King udlagde sine drømme og visioner om en fremtid i USA hvor alle, uanset race, kan leve sammen i harmoni som ligeværdige borgere, blev holdt foran mere end 200.000 tilhørere og regnes for at være en af de mest betydningsfulde taler nogensinde. En gruppe forskere har på baggrund af analyser af den effekt og virkning udvalgte taler har haft på det amerikanske samfund, udnævnt "I Have a Dream" som det 20. århundredes vigtigste amerikanske tale.
Talen, der blev holdt ved Lincoln Memorial d. 28. august 1963, anses ofte for at være et retorisk skoleeksempel. Den griber tilbage til en tradition for afro-amerikansk retorik og bærer præg af Martin Luther Kings erfaringer som præst i baptistkirken. I 2003 blev der lagt en mindesten på det sted, Martin Luther King stod, da han holdt sin tale i 1963, og i 2011 indviedes mindesmærket Martin Luther King Memorial på National Mall, Washington, D.C.

## Talen i Washington
På optagelser fra talen ses det, at Martin Luther King på et tidspunkt fraviger sit manuskript og begynder at tale frit, næsten improviseret. Det blev forklaret med, at Martin Luther King havde tænkt sig at holde en kort tale og gøre opmærksom på de uretfærdigheder, han mente, den afro-amerikanske befolkning blev udsat for. Da Martin Luther King ville sætte sig, skulle gospelsangerinden Mahalia Jackson have råbt til ham: "Tell them about your dream, Martin! Tell them about the dream!", hvorefter Martin Luther King fortsatte at tale – bl.a. med genbrug af passager fra tidligere taler. 
I et interview med nyhedsværten Soledad O'Brien fra CNN i 2003 uddyber og forklarer Martin Luther Kings søn, Martin Luther King III, denne del af talen. Allerede i juni 1963 havde Martin Luther King holdt en tale i Detroit for mere end 100.000 mennesker. Dele af den tale blev gentaget i Washington. Det forklarer, at Martin Luther King kunne slippe manuskriptet. Han havde stadig den tale i frisk erindring. 

### Talens hovedpunkter
Talen består af to hovedafsnit:
- I den første halvdel taler Martin Luther King om den uretfærdighed, den afroamerikanske befolkning har været igennem og stadig blev udsat for i USA. Han indleder med at minde om løfterne i Emancipation Proclamation, der betød ophævelsen af slaveriet i USA og henviser til USA's uafhængighedserklæring og USA's forfatning. Herefter beskriver Martin Luther King, hvordan afro-amerikanerne 100 år senere stadig ikke lever som frie mennesker i USA, og opfordrer til, at de mange løfter om frihed og lighed bliver indfriet. "Now is the time ..." indleder flere sætninger i denne del af talen. Overgangen til talens anden del, er en påmindelse om, at kampen for frihed skal være en ikke-voldelig kamp udført med "the high plane of dignity and discipline".

- I talens anden del redegør Martin Luther King for sine visioner, drømme og håb for fremtidens amerikanske samfund. "I have a dream ..." er temaet. Han betoner, at netop troen og håbet er dét, der skal sikre sammenholdet i kampen for friheden. Martin Luther King har nu en passage, med flere sætninger mer ordene "Let freedom ring ...", når han beskriver, hvordan friheden skal spredes fra stat til stat. Og når friheden er kommet, afslutter han, så vil alle kunne synge med på den gamle Negro spiritual, "Free at last! free at last! thank God Almighty, we are free at last!" [5]

### Talens retorik
I talen appellerer Martin Luther King til de store følelser, pathos, når han refererer til Bibelen, USA's uafhængighedserklæring, og dokumentet Emancipation Proclamation, der gav de amerikanske slaver deres frihed samt til USA's forfatning, som alle er begreber, der sidder stærkt i den amerikanske selvforståelse. Og med ordene, "Five score years ago, a great American, in whose symbolic shadow we stand today ...", refererer Martin Luther King direkte til Abraham Lincoln og Gettysburg-talen fra 1863, der indledes med: "Four score and seven years ago, our fathers brought forth upon this continent a new nation ...". 

#### Allusioner
Man finder også indirekte henvisninger, allusioner, til skriftsteder i Bibelen. I talens andet afsnit siger Martin Luther King: "It came as a joyous daybreak to end the long night of their captivity". Det er en reference til Salmernes Bog 30:5, der i den engelske version lyder: "For his anger endureth but a moment; in his favour is life: weeping may endure for a night, but joy cometh in the morning". 
Med ordene: "No, no we are not satisfied and we will not be satisfied until justice rolls down like waters and righteousness like a mighty stream" i det niende afsnit, henviser Martin Luther King til Amos' Bog 5:24: "But let judgment run down as waters, and righteousness as a mighty stream". 
Og når han siger: "I have a dream that one day every valley shall be exalted ...", henviser Martin Luther King til Esajas' Bog 40:4: "Every valley shall be exalted, and every mountain and hill shall be made low ...". 

#### Gentagelsen
Gennem hele talen gør Martin Luther King hyppigt brug af gentagelsen som virkemiddel. Ordene "I have a dream" gentages otte gange, lige som "One hundred years later" benyttes fire gange og "We can never be satisfied" tre gange. "Now is the time" nævnes fire gange, "Let freedom ring" siges otte gange, og "With this faith" gentages tre gange.
Hvad der ikke fremgår af en udskrift af talen, er Martin Luther Kings mimik, bevægelser og stemmeføring, der i høj grad også var medvirkende til at fremhæve budskabet og gøre netop denne tale så berømt.

## Efter talen
Det amerikanske nyhedsmagasin Time Magazine udnævnte Martin Luther King til Person of the Year i 1963. 2. juli 1964 vedtog den amerikanske kongres Civil Rights Act of 1964, og ophævede dermed al raceadskillelse i skoler og på offentlige steder i USA. 14. oktober samme år blev Martin Luther King den hidtil yngste modtager af Nobels fredspris. Endelig blev Voting Rights Act, der slækkede på kravene for at kunne stemme ved amerikanske valg, vedtaget i 1965.